# イラーム郡

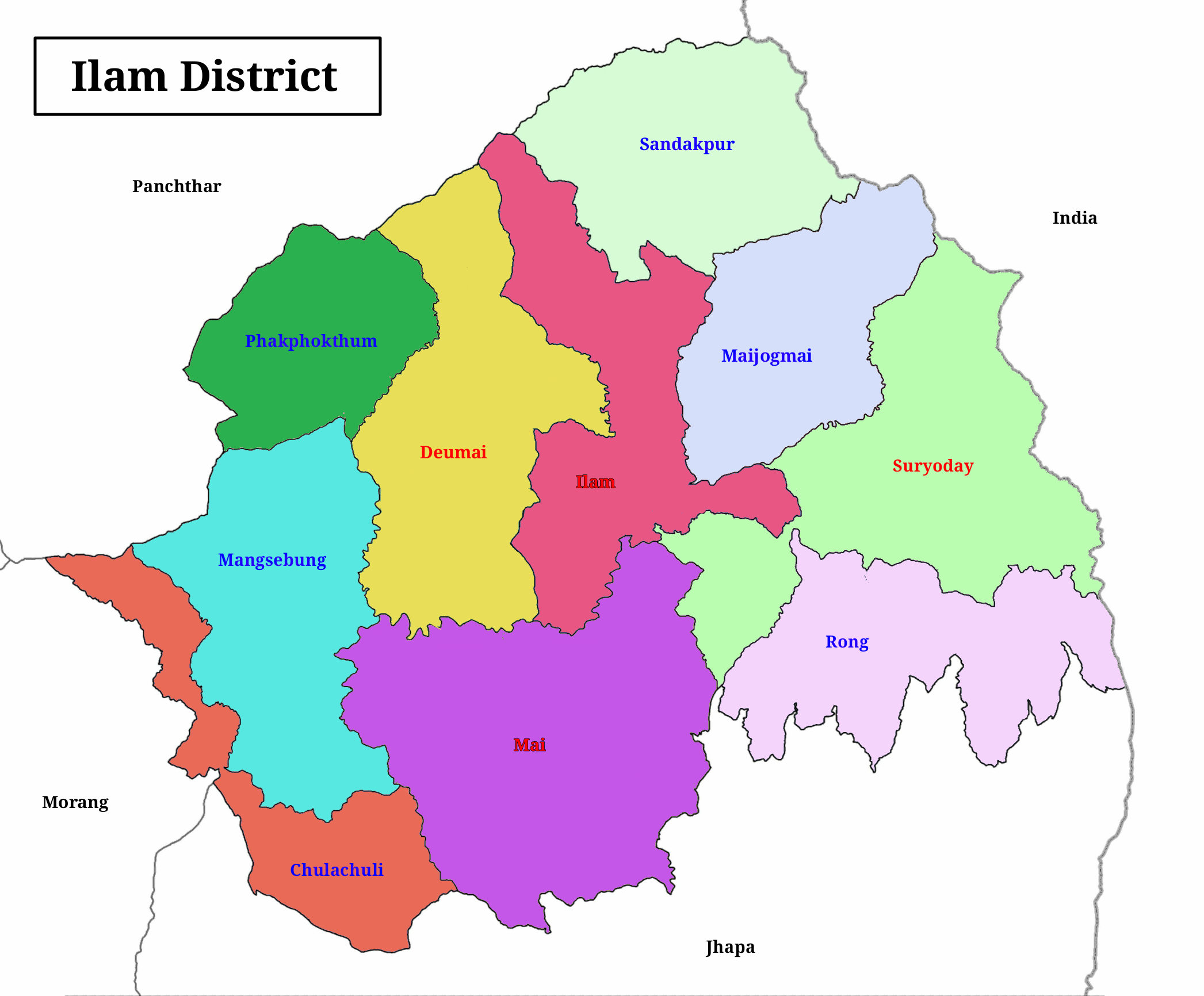
基礎自治体

イラーム郡（イラームぐん、ネパール語: इलाम जिल्ला）は、ネパール東端のコシ州東端の郡。
郡都はイラーム。
2021年国勢調査の人口は28万565人。